# Уэст-Пойнт (Виргиния)
Уэст-Пойнт (англ. West Point) — город в округе Кинг-Уильям  в штате Виргиния США. По данным переписи 2020 года, численность населения составляла 3414 человек.

## Население
| 2010 | 2020  |
| ---- | ----- |
| 3306 | ↗3414 |